# Chris Tuerlinx

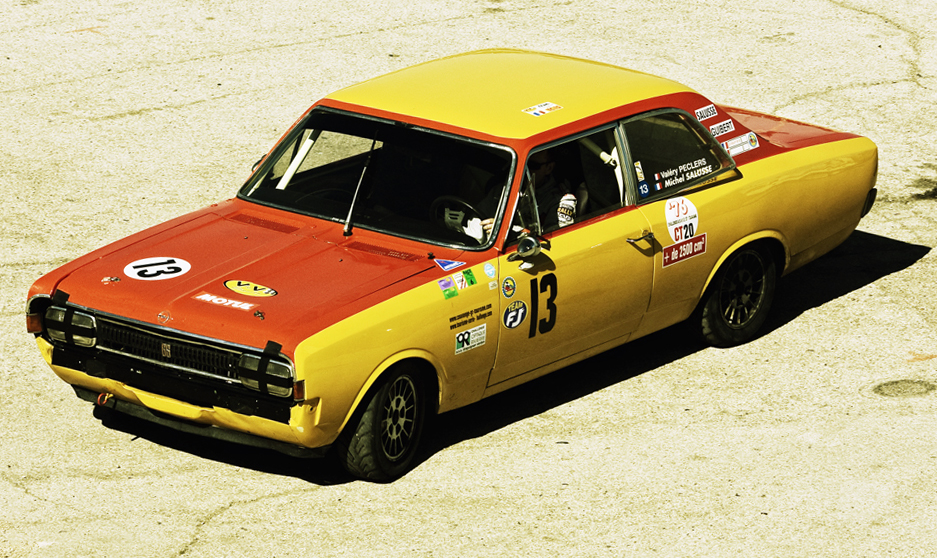
Auf einem Opel Commodore GS erreichte Chris Tuerlinx gemeinsam mit Henri Greder 1968 den 5. Endrang beim 24-Stunden-Rennen von Spa-Francorchamps

Chris Tuerlinx, in einigen Publikationen auch Chris Tuerlinckx, (* 19. Januar 1938  in Huy; † 7. Mai 1973 in Herentals) war ein belgischer Autorennfahrer.

## Karriere als Rennfahrer
Chris Tuerlinckx betrieb in Herentals eine General-Motors-Vertragswerkstätte und war in den 1960er- und 1970er-Jahren im Rallye-, Touren- und Sportwagensport aktiv. Bekannt wurde er durch seine Einsätze in Rennfahrzeugen von Chevrolet. Seine ersten Rallyes fuhr er auf einem Opel Kapitän, mit dem er einige Jahre in Belgien am Start war. 1964 hatte er sein erstes internationales Antreten, als er auf einem Opel Kadett beim 24-Stunden-Rennen von Spa-Francorchamps den 24. Gesamtrang belegte. Seine beste Platzierung beim 24-Stunden-Rennen auf dem Circuit de Spa-Francorchamps war der 4. Gesamtrang 1966, mit Partner Pat Gautot im Ford Mustang. 1968 beendete er das Rennen an der 5. Stelle der Endwertung. Diesmal war der Franzose Henri Greder der Teampartner und das Einsatzfahrzeug ein Opel Commodore.
1967 ging er gemeinsam mit Claude Dubois beim 24-Stunden-Rennen von Le Mans an den Start. Nach einem Ventilschaden am Shelby Mustang GT350 konnte das Duo das Rennen nicht beenden. Chris Tuerlinx verunglückte am 7. Mai 1973, einen Tag nach dem 1000-km-Rennen von Spa-Francorchamps, bei dem er gemeldet aber nicht am Start war, bei einem Autounfall in Herentals tödlich.

## Statistik

### Le-Mans-Ergebnisse
| Jahr | Team          | Fahrzeug             | Teamkollege   | Platzierung | Ausfallgrund  |
| ---- | ------------- | -------------------- | ------------- | ----------- | ------------- |
| 1967 | Claude Dubois | Shelby Mustang GT350 | Claude Dubois | Ausfall     | Ventilschaden |

### Einzelergebnisse in der Sportwagen-Weltmeisterschaft
| Saison | Team                                 | Rennwagen                                | 1   | 2   | 3   | 4   | 5   | 6   | 7   | 8   | 9   | 10  | 11  | 12  | 13  | 14  |
| ------ | ------------------------------------ | ---------------------------------------- | --- | --- | --- | --- | --- | --- | --- | --- | --- | --- | --- | --- | --- | --- |
| 1966   | Sunbeam Racing Belgium               | Sunbeam Tiger                            | DAY | SEB | MON | TAR | SPA | NÜR | LEM | MUG | CCE | HOK | SIM | NÜR | ZEL |     |
| 1966   | Sunbeam Racing Belgium               | Sunbeam Tiger                            |     | DNF |     |     |     |     |     |     |     |     |     |     |     |     |
| 1967   | Sunbeam Racing Belgium Claude Dubois | Sunbeam Tiger Hillman Imp Shelby Mustang | DAY | SEB | MON | SPA | TAR | NÜR | LEM | HOK | MUG | BRH | CCE | ZEL | OVI | NÜR |
| 1967   | Sunbeam Racing Belgium Claude Dubois | Sunbeam Tiger Hillman Imp Shelby Mustang |     |     |     | 13  |     | DNF | DNF |     |     |     |     |     |     |     |
| 1969   | Chris Tuerlinx                       | Chevrolet Corvette                       | DAY | SEB | BRH | MON | TAR | SPA | NÜR | LEM | WAT | ZEL |     |     |     |     |
| 1969   | Chris Tuerlinx                       | Chevrolet Corvette                       |     |     | 23  |     |     |     |     |     |     |     |     |     |     |     |
| 1971   | Trans-Europ Racing                   | Chevrolet Corvette                       | BUA | DAY | SEB | BRH | MON | SPA | TAR | NÜR | LEM | ZEL | WAT |     |     |     |
| 1971   | Trans-Europ Racing                   | Chevrolet Corvette                       |     |     |     |     | 15  | DNF |     |     |     |     |     |     |     |     |
| 1972   | Euroil Racing                        | Chevrolet Corvette                       | BUA | DAY | SEB | BRH | MON | SPA | TAR | NÜR | LEM | ZEL | WAT |     |     |     |
| 1972   | Euroil Racing                        | Chevrolet Corvette                       |     |     | 24  |     |     |     |     |     |     |     |     |     |     |     |